# Guy Abrahams
Guy Antonio Abrahams (7 de marzo de 1953) es un atleta panameño que compitió principalmente en los 100 metros. 

## Biografía
Representó a su país natal en los Juegos Olímpicos de Verano de 1976 y terminó quinto en los 100 metros . Abrahams estudió y compitió por la Universidad del Sur de California.Ganó medallas de bronce en los 100 metros y 200 metros en los Juegos Centroamericanos y del Caribe de 1978. Ganó en los 100 metros en el Campeonato Centroamericano y del Caribe en 1979 en Guadalajara.